# Podismo

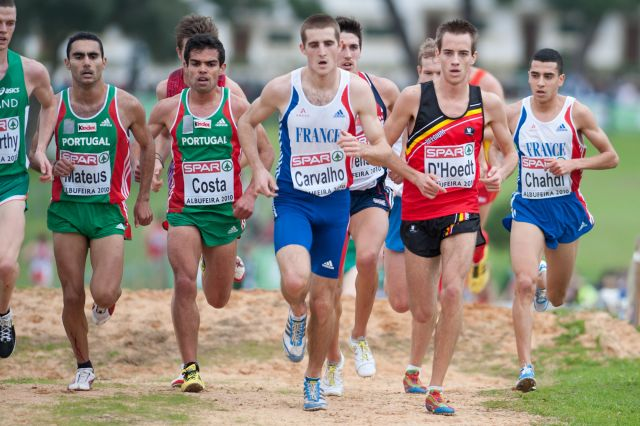
Una gara podistica (nello specifico una corsa campestre)

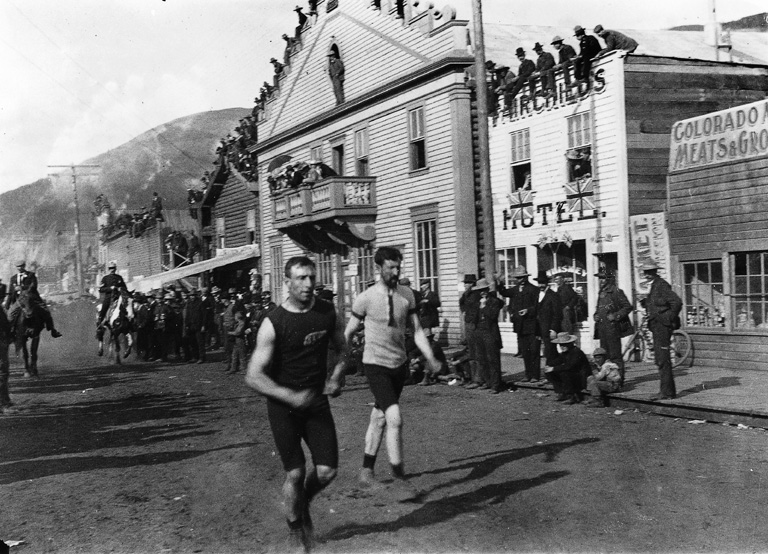
Una corsa a piedi in Canada, nel 1900. In inglese, il termine podismo è infatti traducibile come foot race.

Il podismo è la parte dell'atletica leggera che comprende ogni tipo di attività a piedi, sia su pista sia su strada (asfaltata o sterrata).
Una gara podistica può dunque essere sia di corsa sia di marcia.

## Specialità

### Corse
Su pista
- Mezzofondo: dagli 800 metri piani ai 3000 metri piani (inclusi i 3000 metri siepi).
- Mezzofondo prolungato: 5000 metri piani e 10000 metri piani.

Su strada
- Fondo:
  - Mezza maratona (nota anche come maratonina)
  - Maratona
  - Ultramaratona
- Corsa campestre (nota anche come cross)
- Corsa in montagna, trail e ultratrail

### Marcia
- Marcia 20 km, svolgimento su strada con partenza ed arrivo in pista.
- Marcia 50 km, svolgimento su strada con partenza ed arrivo in pista.
- Camminata nordica, particolare tipo di marcia con uso di bastoncini.